# كأس السوبر العربي 1996
كأس السوبر العربي 1996 كانت مسابقة دولية للأندية شارك فيها الفائزون ووصافئهم من البطولة العربية للأندية والبطولة العربية للأندية الفائزة بالكؤوس. هي النسخة الثالثة وقد فاز بها الترجي الرياضي التونسي.

## الفرق المشاركة
| النادي         | طريقة التأهل                                           | المشاركة السابقة (الخط العريض يشير إلى الفائزين) |
| -------------- | ------------------------------------------------------ | ------------------------------------------------ |
| الهلال         | بطل بطولة الأندية العربية لأبطال الدوري 1995           | 2 (1992، 1995)                                   |
| الترجي الرياضي | وصيف بطولة الأندية العربية لأبطال الدوري 1995          |                                                  |
| الرياض         | نصف نهائي البطولة العربية للأندية الفائزة بالكؤوس 1995 |                                                  |

## النتائج والترتيب
| فريق           | لعب | ف | ت | خ | له | عليه | ف.أ | نقاط |
| -------------- | --- | - | - | - | -- | ---- | --- | ---- |
| الترجي الرياضي | 2   | 1 | 1 | 0 | 3  | 1    | +2  | 4    |
| الرياض         | 2   | 0 | 2 | 0 | 1  | 1    | 0   | 2    |
| الهلال         | 2   | 0 | 1 | 1 | 0  | 2    | −2  | 1    |

| الترجي الرياضي التونسي | 1 – 1 | نادي الرياض |
| ---------------------- | ----- | ----------- |
| القابسي                |       | هدف         |

| نادي الرياض | 0 – 0 | نادي الهلال |
| ----------- | ----- | ----------- |
|             |       |             |

| نادي الهلال | 0 – 2 | الترجي الرياضي التونسي |
| ----------- | ----- | ---------------------- |
|             |       | القابسي 43' · ثابت 83' |

## الجوائز
- اللعب النظيف: نادي الرياض

## وصلات خارجية
- Arab Super Cup 1996 - rsssf.com